# Opius minusculus
Opius minusculus är en stekelart som beskrevs av Fischer 1963. Opius minusculus ingår i släktet Opius och familjen bracksteklar. Inga underarter finns listade i Catalogue of Life.